# Anna Henkel-Grönemeyer
Anna Henkel-Grönemeyer (* 9. März 1953 in Hamburg; † 5. November 1998 in London) war eine deutsche Schauspielerin.

## Leben
Anna Brigitte Frieda Henkel wuchs im gutsituierten Hamburger Stadtteil Pöseldorf als Tochter eines Lufthansa-Ingenieurs auf. Ihre Mutter war Hausfrau und verstarb im Jahr 1968, als Anna 15 Jahre alt war, an Brustkrebs. Dieses Ereignis belastete sie sehr, so dass Anna nach der 10. Klasse die Schule beendete und sich für die Hippiebewegung interessierte. Über die Hamburger Kulturszene wurde sie dem dem Neuen Deutschen Film zugeordneten Regisseur Peter Fleischmann bekannt, welcher Anna Henkel 1974 für seine Persiflage auf die in dieser Zeit populären Aufklärungs- und Report-Filme mit dem Titel Dorotheas Rache engagierte.
Im selben Jahr drehte sie mit dem Regisseur Ulrich Schamoni, ebenfalls einen Autorenfilmer, in West-Berlin den Film Chapeau Claque, in welchem der Arbeitswahn ironisch betrachtet wird. Mit Wolfgang Neuss, Karl Dall, Ingo Insterburg oder Rolf Zacher waren an dem Film mehrere Schauspieler beteiligt, welche insbesondere in der Comedy-Szene erfolgreich waren.
Der Höhepunkt ihrer Schauspielkarriere war ihre Mitwirkung im vom italienischen Regisseur Bernardo Bertolucci gedrehten Filmepos 1900, in dem Henkel-Grönemeyer neben Robert De Niro, Gérard Depardieu und Donald Sutherland auftrat. Der Film, welcher den gesellschaftlichen Klassenkampf sowie Faschismus in Italien in der ersten Hälfte des 20. Jahrhunderts thematisiert, war mit einem Budget von 20 Millionen D-Mark, das bis dahin teuerste europäische Filmprojekt. Der finanzielle Verlust, der Film konnte nicht einmal die Hälfte der Produktionskosten einspielen, sowie die teilweise Darstellung von (sexualisierter) Gewalt, überschatteten dabei die Berichterstattung über die schauspielerischen Leistungen. Im Filmjahr 1976 konnte der in Westdeutschland in zwei Teilen veröffentlichte Film 670.000 Menschen in die Kinos locken und erreichte mit dem 1. Teil Platz 46 der Kinocharts.
In Io sono mia spielte sie erstmals neben ihrer Filmmutter aus 1900, Stefania Sandrelli, sowie Maria Schneider und Michele Placido.
Henkel-Grönemeyer lebte ab 1978 mit dem Sänger und Schauspieler Herbert Grönemeyer zusammen, den sie 1993 heiratete. Die beiden hatten sich während der Dreharbeiten zum von Jürgen Flimm gedrehten Halbstarken-Film Uns reicht das nicht kennengelernt. Aus der Beziehung stammen die beiden Kinder Felix (* 1987) und Marie (* 1989).
1982 widmete Herbert Grönemeyer seiner Frau den Song Anna vom Album Total egal. 
Im November 1998 starb Anna Henkel-Grönemeyer im Alter von 45 Jahren an den Folgen einer Brustkrebs-Erkrankung. Zu ihrem Andenken widmete ihr Grönemeyer 2002 den Song Der Weg vom Album Mensch, zudem verarbeitet er in seinem kommerziell erfolgreichsten Lied überhaupt, Mensch (von demselben Album), seine Trauer um sie.

## Filmografie
- 1974: Dorotheas Rache
- 1974: Chapeau Claque
- 1976: 1900 (Novecento)
- 1978: Liebe ist etwas Zärtliches (Io sono mia)
- 1978: Uns reicht das nicht
- 1981: Polnischer Sommer
- 1982: Nachtasyl
- 1988: Wie kommt das Salz ins Meer?